# Villa San Justo
Villa San Justo est une localité rurale argentine située dans le département d'Uruguay et dans la province d'Entre Ríos.

## Religion
| Diocèse   | Gualeguaychú                  |
| --------- | ----------------------------- |
| Paroisses | Nuestra Señora de los Dolores |